# TEPS
TEPS는 1999년 서울대학교 언어교육원에서 개발한 영어 시험이다. 영어능력검증시험(Test of English Proficiency developed by Seoul National University)의 약자로 텝스라고 읽는다. 서울대학교에서 주관하고 시행하며 2003년 민간자격 국가공인 시험으로 인증받았다. 시험 시간은 초기에는 2시간 40분, 2001년 2월부터 2018년 4월까지는 듣기 평가가 60문제에 55분, 문법 영역이 50문제에 25분, 어휘 영역이 50문제에 15분, 독해 영역이 40문제에 45분으로 총 200문제를 2시간 20분 동안 풀어야 했었다. 현재는 2018년 5월 12일부로 텝스 역사상 처음으로 개편이 이루어진 새로운 유형의 텝스가 시행되고 있다. 청해 약 40분에 40문항, 어휘와 문법 영역의 시간이 통합되어 25분 내에 각각 30문항씩 총 60문항, 독해 40분에 35문항이 출제된다. 총합 1시간 45분 동안 135문항이 출제된다. 총점은 600점 만점이다. 응시료는 46,000원(추가접수 49,000원)이다.

## 개요
한국어 사용자를 대상으로 개발하였으며, 1999년 1월부터 대한민국 전국에서 시행되고 있다. 원래 만점은 구텝스 기준 1000점이나 문항 반응 이론(IRT)에 의해 990점이 만점이며, 총 200문항 (듣기 60문항, 문법 50문항, 어휘 50문항, 읽기 40문항)으로 이루어져 있었다. 그러나 2018년 5월부로 새롭게 개편된 유형의 텝스는 600점 만점에 총 135문항 (듣기 40문항, 어휘와 문법 각각 30문항, 독해 35문항)으로 이루어져 있다. 서울대학교는 TEPS가 의사소통을 위한 영어 능력을 검사하고 암기 등에 의한 성적 향상을 최소화하도록 설계되었다고 밝혔다.
TEPS가 다른 시험과 구분되는 가장 큰 특징은 1지문 1문항 원칙과 듣기 평가시 어떠한 읽기 자료도 제시되지 않는다는 점이다. 언어교육원 측에서는 이를 보기의 지문을 통해 정답을 유추하여 맞히는 것을 방지해서 순수한 듣기 실력을 평가하기 위함이라고 설명한다. 또한, TOEIC과는 달리 시험 중 다른 섹션으로 넘어가 문제를 풀 수 없다. 예를 들어, 듣기 평가 시간에 독해 평가 문제를 풀거나, 어휘 영역 시간에 문법 영역의 문제를 풀 수 없다.
한편, 2008년 8월 3일 시행된 제97회 정기시험에서 200문항을 모두 맞혀 987점을 취득한 예일여자고등학교 2학년 전하영이 2016년 전까지만 해도 최고득점자로 알려져 있었다. 텝스는 채점 시 특유의 문항반응이론으로 점수를 매기기 때문에 문제를 다 맞춰도 만점이 안되는 경우가 있다.
2016년에는 처음으로 텝스 990점 만점자가 3명이나 나왔다.
컴퓨터용 검정 사인펜을 사용하여 OMR카드에 답을 적고 모든 문제는 4지선다형이며, 수정 테이프를 이용해서 수정하는 것이 가능하다. 대한민국에서는 매달 시험이 실시되고 있으며 시험 응시횟수에 제한이 없다.
평가 단계에서는 문항 반응 이론(IRT)을 적용하여 영어 실력의 실용적인 기준과 앞으로의 공부에 대한 지침을 제시한다. TOEIC이 독과점을 하고 있는 한국의 영어 능력 평가 시장의 점유율을 분할하고자 많은 노력을 기울이고 있지만, 기본적으로 난이도가 TOEIC보다 높아서 여전히 시장(특히 취업 시장)에서는 TOEIC이 대다수를 점유하고 있다.
서울대 등 대학과 대학원 입학에 독보적인 위치를 TEPS가 점유하고 있다.
2018년 5월 12일자 시험(248회)부터는 New TEPS(뉴 텝스)가 시행되었다. 시험 시간은 1시간 45분에 문항수는 135문제, 만점은 600점으로 줄어들었다. 청해 파트5와 독해 파트4에 1지문 2문항 유형도 도입되었다. 이는 텝스 역사상 처음으로 이루어진 개편으로, 토익 등 해외 어학시험의 인기와 응시자수는 늘어나는데 반해 텝스의 인기와 응시자수가 줄어듦에 따라 수험생의 부담 경감을 위해 새롭게 개편되었다.

## 시험 구성과 배점
중간 쉬는 시간이 없이 진행된다.

### 구 TEPS
- 청해 60문항, 약 55분, 396점
  - 파트 1 15문항, 파트 2 15문항, 파트 3 15문항, 파트 4 15문항
- 문법 50문항, 25분, 99점
  - 파트 1 20문항, 파트 2 20문항, 파트 3 5문항, 파트 4 5문항
- 어휘 50문항, 15분, 99점
  - 파트 1 25문항, 파트 2 25문항
- 독해 40문항, 45분, 396점
  - 파트 1 16문항, 파트 2 21문항, 파트 3 3문항

총 200문항, 약 2시간 20분(약 140분), 990점

### 2018년 New TEPS
- 청해 40문항, 약 40분, 240점
  - 파트 1 10문항, 파트 2 10문항, 파트 3 10문항, 파트 4 6문항, 파트 5 4문항. 파트 5는 신유형.
  - 5파트 40문항을 40분 전후 분량으로 녹음된 테이프를 들으면서 풀게 된다. 시험지에 파트별 안내문 외에 아무것도 없는 여백의 미로 유명한 영역으로, 문제를 푸는데 필요한 모든 요소를 직접 불러준다. 파트 1, 2, 3에서는 지문과 질문, 보기를 한 번만 들을 수 있지만 4에서는 지문과 질문을 두 번, 보기를 한 번만 들려준다. 파트 5는 1지문 2문항이 출제된다.
- 어휘와 문법 60문항(각 30문항), 25분, 120점
  - 어휘 파트 1은 10문항, 파트 2는 20문항, 문법 파트 1은 10문항, 파트 2는 15문항, 파트 3은 5문항. 문법 파트 3은 구TEPS의 문법 파트 3과 4를 합쳐놓은 것임.
  - 어휘와 문법은 각각의 유형은 분리되어도 시간은 통합되어 이루어진다. 25분 동안 어휘 2파트 30문항, 문법 3파트 30문항을 풀어야 한다.
- 독해 35문항, 40분, 240점
  - 파트 1은 10문항, 파트 2는 2문항, 파트 3은 13문항, 파트 4는 10문항. 파트 4는 신유형. 파트 2는 구TEPS의 파트 3에 해당하며 파트 2와 파트 3이 위치를 바꾼 것임.
  - 4파트 35문항을 40분 안에 풀어야 한다. 1지문 1문항 원칙이 적용되지만, 파트4는 1지문 2문항이 출제된다. 지문의 어휘 수준이나 난이도가 토익보다는 어렵다.

총 135문항, 약 1시간 45분(약 105분), 600점

## 등급 체계

### 구 TEPS
- 1+ 등급: 901-990점
- 1 등급: 801-900점
- 2+ 등급: 701-800점
- 2 등급: 601-700점
- 3+ 등급: 501-600점
- 3 등급: 401-500점
- 4+ 등급: 301-400점
- 4 등급: 201-300점
- 5+ 등급: 101-200점
- 5 등급: 10-100점

### New TEPS
- 1+급 526~600 외국인으로서 최상급 수준의 의사소통능력

(Native Level of Communicative Competence)
교양있는 원어민에 버금가는 정도로 의사 소통이 가능하고 전문분야 업무에 대처할 수 있음
- 1급 453~525 외국인으로서 최상급 수준에 근접한 의사소통능력

(Near-Native Level of Communicative Competence)
단기간 집중 교육을 받으면 대부분의 의사소통이 가능하고 전문분야 업무에 별 무리없이 대처할 수 있음
- 2+급 387~452 외국인으로서 상급 수준의 의사소통능력

(Advanced Level of Communicative Competence)
단기간 집중 교육을 받으면 일반 분야업무를 큰 어려움 없이 수행할 수 있음
- 2급 327~386 외국인으로서 중상급 수준의 의사소통능력

(High Intermediate Level of Communicative Competence)
중장기간 집중 교육을 받으면 일반분야 업무를 큰 어려움 없이 수행할 수 있음
- 3+급 268~326 외국인으로서 중급 수준의 의사소통능력

(Mid Intermediate Level of Communicative Competence)
중장기간 집중 교육을 받으면 한정된 분야의 업무를 큰 어려움 없이 수행할 수 있음
- 3급 212~267 외국인으로서 중하급 수준의 의사소통능력

(Low Intermediate Level of Communicative Competence)
중장기간 집중 교육을 받으면 한정된 분야의 업무를 다소 미흡하지만 큰 지장 없이 수행할
수 있음
- 4+급 163~211 외국인으로서 하급수준의 의사소통능력

(Novice Level of Communicative Competence)
장기간의 집중 교육을 받으면 한정된 분야의 업무를 대체로 어렵지 않게 수행할 수 있음
- 4급 111-162점

4+급과 유사
- 5+급 55~110: 외국인으로서 최하급 수준의 의사소통능력

(Near-Zero Level of Communicative Competence)
단편적인 지식만을 갖추고 있어 의사소통이 거의 불가능함
- 5급 0-54점

5+급과 유사

## 참고 사항
- 서울대학교는 신입생을 대상으로 매년 TEPS 특별시험을 실시하고 있다. TEPS 시험 성적에 따라 신입생들의 교양필수 영어과목의 수강 자격을 부여한다 (TOEFL, TOEIC 등의 다른 시험은 불인정).

다음은 TEPS 성적과 관련된 서울대학교의 학사 규정 중 일부이다.(일부 학과는 별도 규정 적용)
- 학사과정 학생은 TEPS 성적에 따라 <대학영어 1>, <대학영어 2> 혹은 <고급영어> 교과목 중 한 과목 혹은 두 과목을 수강하여 2학점 혹은 4학점을 취득해야 한다. (교양필수)

## i-TEPS
TOEFL의 iBT와 비슷한 역할을 하는 시험. 기존 TEPS에 말하기, 쓰기 영역이 들어가 있다.

### 듣기
기존 텝스처럼 안내문만 빼고 죄다 백지다. 40문항에 80점이 만점이고 제한시간은 35분이다. 파트 1은 짧은 대화를 듣고 이어질 대화로 가장 적절한 답 고르기로 15문항이 출제된다. 파트 2는 긴 대화를 듣고 질문에 가장 적절한 답 고르기로 15문항이 출제된다. 파트 3는 담화를 듣고 질문에 가장 적절한 답 고르기로 10문항이 출제된다.

### 어휘/어법
60문항에 40점이 만점이고 제한시간은 20분이다. 파트 1은 대화문의 빈칸에 가장 적절한 답 고르기의 15문항이 출제된다. 파트 2는 단문의 빈칸에 가장 적절한 답 고르기로 15문항이 출제된다. 파트 3는 대화문의 빈 칸에 가장 적절한 어휘 고르기로 15문항이 출제된다. 파트 4는 단문의 빈 칸에 가장 적절한 어휘 고르기로 15문항이 출제된다.

### 독해
35문항에 80점이 만점이고 제한시간은 40분이다.
파트 1은 지문을 읽고 빈칸에 가장 적절한 답 고르기의 10문항이 출제되며 1지문당 1문항씩 출제된다. 파트 2는 지문을 읽고 질문에 가장 적절한 답 고르기의 19문항이며 1지문당 1문항씩 출제된다. 파트 3는 지문을 읽고 질문에 가장 적절한 답 고르기의 6문항이 출제되며 1지문당 2문항씩 출제된다.

### 말하기
11문항에 100점이 만점이다. 파트 1은 간단한 질문에 답하기의 3문항이 출제되며 답변시간은 10초이다. 파트 2는 소리 내어 읽기의 1문항이 출제되며, 준비시간 30초, 답변시간 45초가 주어진다. 파트 3는 일상 대화상황에서 질문에 답하기 5문항이 출제되며 준비시간 15초에 답변시간 10초가 주어진다. 파트 4는 그림 보고 연결하여 이야기하기 1문항이 출제되며 준비시간 60초에 답변시간 60초가 주어진다. 파트 5는 도표 보고 발표하기 1문항이 출제되며 준비시간 120초, 답변시간 90초가 주어진다.

### 쓰기
3문항에 100점이 만점이다. 파트 1은 받아쓰기 1문항에 10분이 주어진다. 파트 2는 이메일 답하기 1문항에 15분이 주어지며, 파트 3는 의견쓰기 1문항에 30분이 주어진다.

## 같이 보기
- TOEIC
- TOEFL
- G-TELP
- IELTS
- PELT
- TOSEL
- SNULT